# 너태샤 오키프
나타샤 오키프(Natasha O'Keeffe, 1986년 12월 1일 ~ )는 잉글랜드의 배우이다.

## 출연 작품
- 셜록: 유령신부 (2015)
- 미스핏츠 5 (2013)
- 스뱅갈리 (2013)